# Tavistock Institute
Tavistock Institute és una institució dedicada a l'estudi de la psicologia de grups amb orientació psicoanalítica, fundada a Londres el 1947 per Henry Dicks, Leonard Browne, Ronald Hargreaves, John Rees Rawlings, Luff Maria i Wilfred Bion. El seu primer president va ser Tommy Wilson. El nom original era Institut Tavistock de Relacions Humanes. El seu objectiu consistia principalment en l'estudi del comportament de grups i el comportament de les organitzacions. Kurt Lewin, va tenir una gran influència en el treball de l'institut als inicis. Diversos membres de la institució van tenir un paper important en la política mundial, com John Rawlings Rees, que es va convertir en el primer president de la Federació Mundial de Salut Mental (World Federation for Mental Health).
L'Institut Tavistock ha desenvolupat i aplicat la teoria i la pràctica del psicoanalista i estudiós de les psicosis Wilfred Bion després de la seva mort el 1979. És totalment privat i finança els seus treballs a través de donacions particulars. Ha estat objecte de tota mena de rumors i la llegenda urbana el presenta, especialment a partir del llibres de John Coleman, Conspirators Hierarchy - The Committee of 300 (1992), com a part d'una conspiració global que donarà lloc a un Nou Ordre Mundial, manipulant psicològicament la població, a través especialment de la televisió i la música. Moltes tesis conspiracionistes sobre la suposada rentada de cervell a què s'estaria sotmetent l'opinió pública a través dels mitjans de comunicació tenen l'Institut Tavistock com a protagonista. El fet que Bion fos partidari de teories més o menys esotèriques i orientalistes ha ajudat força aquesta imatge pública.
A part d'aquesta institució, altres organitzacions han pres el nom de Tavistock, causant confusió sobre la funció de cadascuna. L'Institut Tavistock de Psicologia Mèdica, per exemple, també anomenat Clínica Tavistock del qual era una figura important John Rawlings Rees, s'especialitzà en la relació de parelles i va prendre el nom de Centre de Tavistock de relacions de parella.